# Фегераш (гори)
Фегераш (рум. Munţii Făgăraş), — гірський масив в Південних Карпатах, в межах котрого знаходяться найвищі вершини в Румунії.

## Географія
Довжина близько 60 км. Висота до 2543 м (гора Молдовяну). Розташований між долиною річки Олт на заході і витоками р. Димбовіца на сході.
Складені переважно кристалічними сланцями. До висоти 1700 м — дубові, буки і хвойні ліси, вище — субальпійська і альпійська рослинність, льодовикові озера, цирки, скелясті вершини.
Туризм, альпінізм, гірськолижний спорт.

### Найвищі вершини
- Молдовяну (2544 м)
- Негою (2535 м)
- Вістя-Маре (2527 м)
- Леспезь (2516 м)
- Корнул-Келтунулуй (2510 м)
- Бутяну (2507 м)
- Хиртопул-Дарей (2506 м)
- Дара (2501 м)
- Скерішоара-Маре (2495 м)
- Мушетеску (2495 м)
- Капра (2494 м)
- Рошу (2489 м)
- Негою-Мік (2485 м)
- Подрагу (2482 м)
- Урля (2473 м)

## Галерея

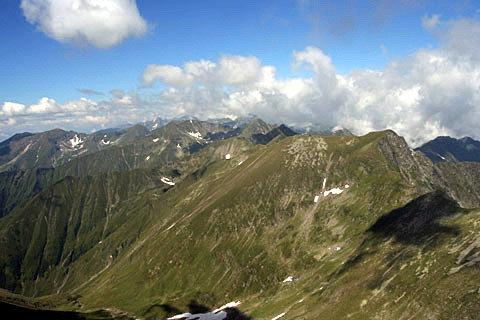
Гори Фегераш
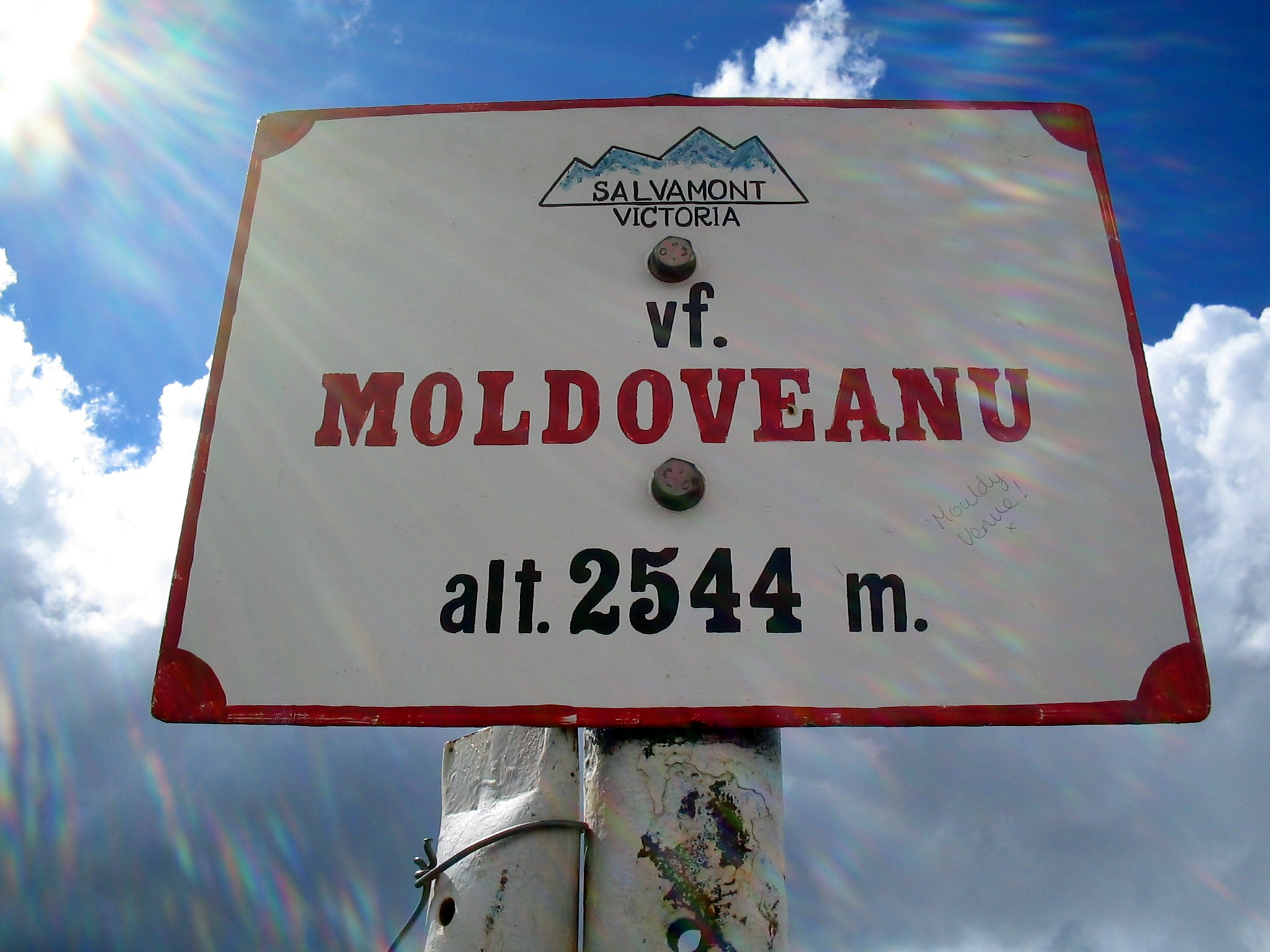
Позначка на Молдовяну
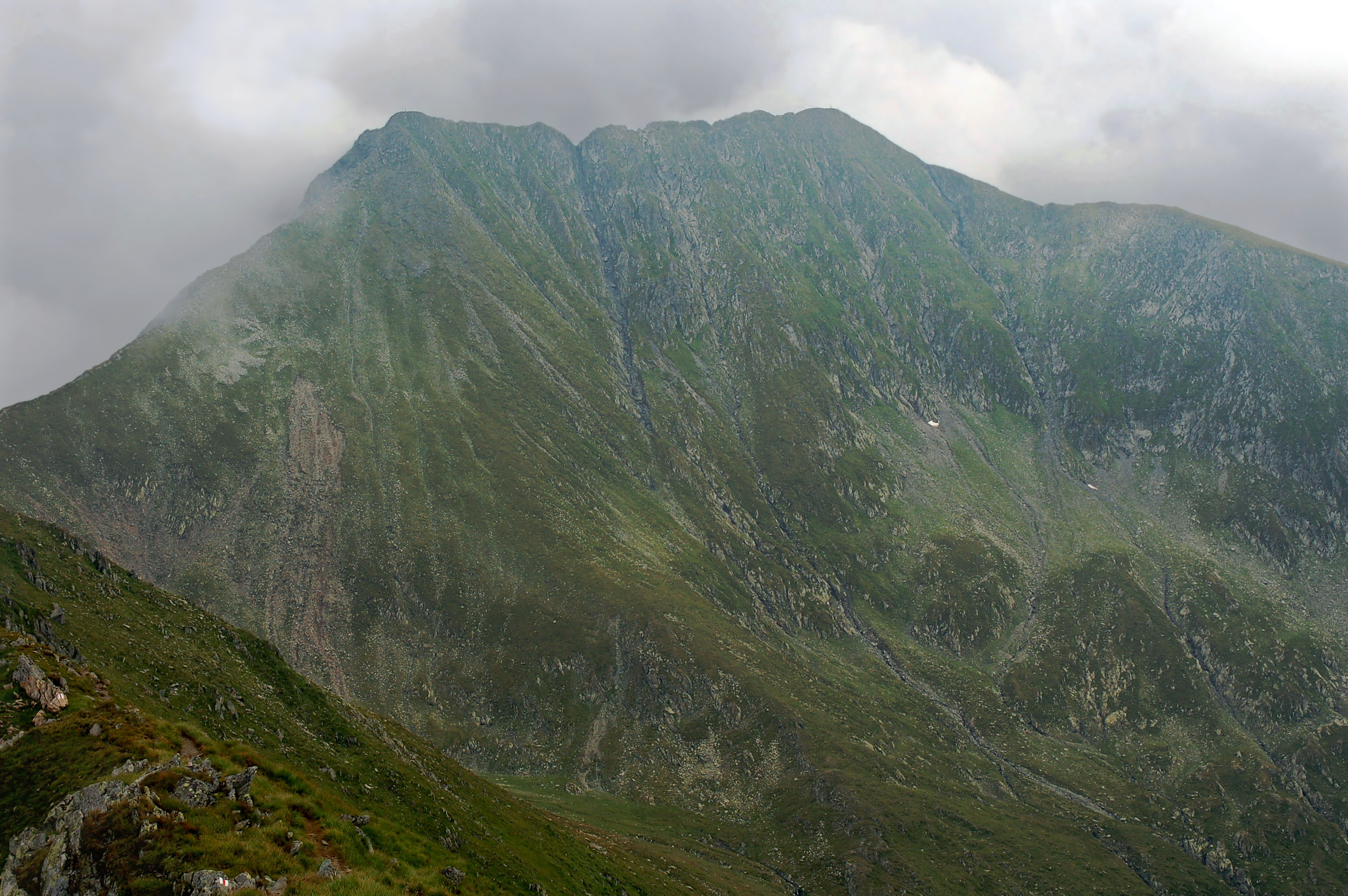
Вид на вершину Молдовяну
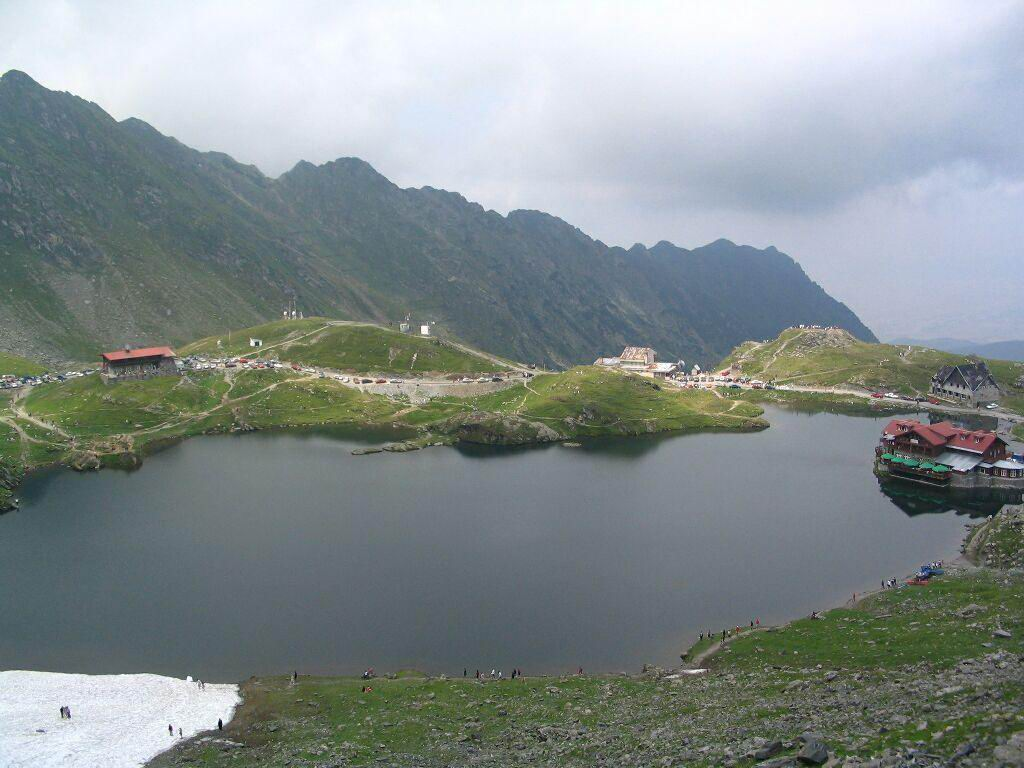
Гірське озеро Биля